# Le Jardinier d'Argenteuil
Pour plus de détails, voir Fiche technique et Distribution.

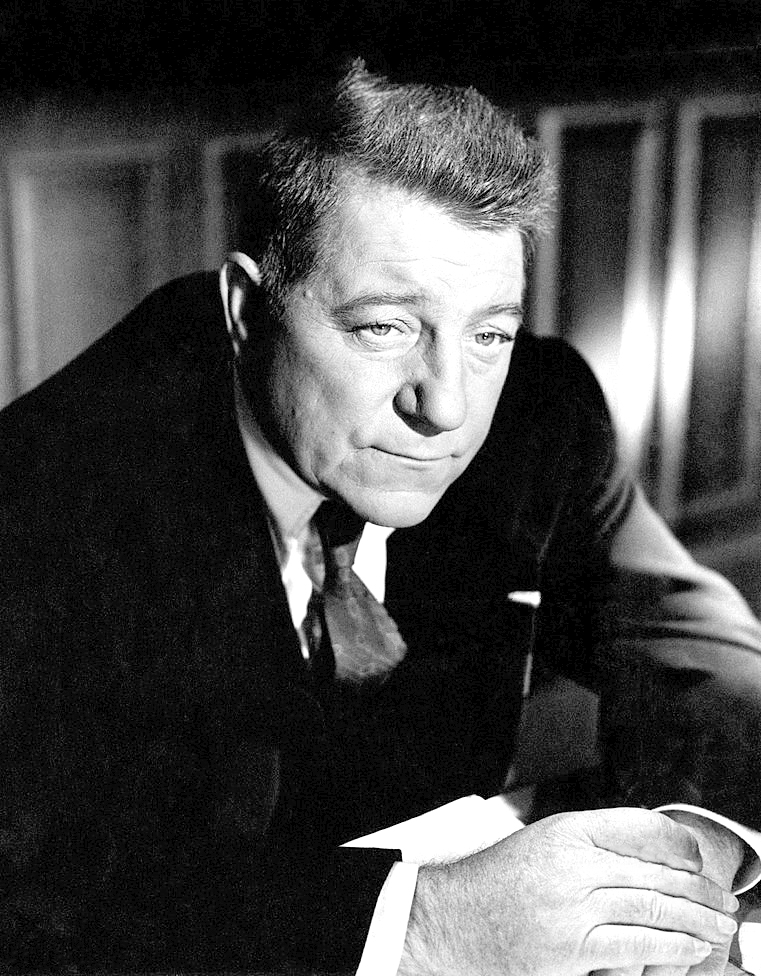
Jean Gabin

Le Jardinier d'Argenteuil est un film franco-allemand de Jean-Paul Le Chanois sorti en 1966.

## Synopsis
Sous son allure bonasse d'amoureux des fleurs et de peintre naïf, le père Tulipe est un faux-monnayeur qui fabrique uniquement des petites coupures pour améliorer son ordinaire. Son filleul Noël, acoquiné avec Hilda, une nurse suisse, découvre son secret. Hilda pousse Tulipe à fabriquer des billets plus intéressants. Le vieux obtempère et bientôt le trio s'installe sur la Côte d'Azur. Tulipe accède à une vie confortable et le baron de Santis, séduit par ses tableaux naïfs, l'invite sur son yacht et l'entraîne au casino. Tulipe, en veine, gagne une fortune dont il donne une grosse part à son filleul. Hilda et Noël, épouvantés par la présence de gendarmes qu'ils croient venus les arrêter, brûlent ce qu'ils pensent être des faux billets. Tulipe retournera aux fleurs d'Argenteuil aux côtés du fiacre et du cheval qu'il a achetés durant son voyage.

## Fiche technique
- Réalisation : Jean-Paul Le Chanois
- Scénario : d'après le roman éponyme publié en 1933 par René Jouglet
- Adaptation : Jean-Paul Le Chanois, François Boyer, Alphonse Boudard
- Dialogue : Alphonse Boudard
- Assistants réalisateur : Louis Pascal, François Rochas
- Images : Walter Wottitz
- Opérateur : Adolphe Charlet, assisté de Max Lechevallier, Jean-Claude Gaillard
- Son : Jean Rieul, assisté de Vartan Karakusian
- Décors : Jean-Paul Boutié, assisté de Maurice Petri et Michel de Broin
- Peintre d'art décoratif : Henri Gourdan
- Costumiers : Tanine Autre, Marc Doelnitz
- Robes de Yorn
- Coiffures de Jean-Louis David
- Perruques de Chombert
- Montage : Emma Le Chanois, assistée d'Hélène Muller
- Musique : Serge Gainsbourg
- Maquillage : Yvonne Gasperina, Jacqueline Pipard, Jacky Reynal
- Régisseur général : Roger Boulais, Louis Manella
- Régisseur extérieur : Pierre Lefait, Jean Boulet
- Photographe de plateau : Marcel Dole
- Tournage d'avril à juin 1966, dans les studios Franstudio de Saint-Maurice et dans les studios de la Victorine à Nice et, pour quelques extérieurs, à Èze, Argenteuil.
- Pellicule 35 mm, procédé Eastmancolor-Techniscope
- Tirage : Laboratoire L.T.C Saint-Cloud - système sonore S.O.R Westrex
- Générique : Jean Fouchet
- Production (franco-allemande) : Les Films Copernic, Films Vertrieb, Roxy Films (Berlin) - Gafer (Paris)
- Première présentation le 07/10/1966
- Genre : Comédie
- Durée : 86 minutes
- Visa d'exploitation : 31511
- Affiche : Jouineau Bourduge (France)

## Distribution
- Jean-Paul Le Chanois : le narrateur

- Jean Gabin : Joseph Martin, dit "Tulipe"
- Jean Tissier : Albert, le brocanteur
- Pierre Vernier : Noël, filleul de Tulipe et neveu d'Albert
- Liselotte Pulver : Hilda, la nurse suisse
- Mary Marquet : Dora, la femme d'Albert
- Curd Jürgens : baron Édouard de Santis, surnommé "Doudou"
- Serge Gainsbourg : Patrick Gérard, un cinéaste, invité du baron
- Noël Roquevert : le patron du restaurant exotique
- Jeanne Fusier-Gir : Marguerite, l'altesse joueuse au casino
- Alfred Adam : le nouveau Noë
- Claudine Coster : la patronne de Hilda
- Robert Rollis : le facteur
- Charles Blavette : M. Arnaud
- Paul Faivre : le cafetier
- Claude Nicot : le patron d'Hilda
- Paulette Frantz : la propriétaire de la loterie
- Bernard Musson : le sacristain qui arrête Hilda
- Albert Michel : le patron du bistrot d'Argenteuil
- Edmond Ardisson : un gendarme de la route
- Henri Coutet : un consommateur
- Marc Eyraud : le voisin de Tulipe
- André Dalibert : le brigadier de gendarmerie
- Annie Savarin : Thérèse, barmaid et modèle de "Tulipe"
- Katrin Schaake : Patricia
- Rellys : le cocher du fiacre
- Bruno Balp : un voyageur
- Charles Bayard : un passant sur le parvis de l'église
- Jean Berton : l'employé de la C.C.A.F.R.P.
- Michel Nastorg : l'homme d'affaires dans le train
- Gaëtan Noël : un client chez le brocanteur
- Rita Maiden : une cliente chez le brocanteur
- Jean Blancheur : un homme au commissariat
- Christian Brocard : un spectateur au stade
- Michel Charrel : un revendeur de billets à l'entrée du stade
- Michel Dacquin : un disciple de Dieu
- Raymonde Vattier : une voyageuse
- Jo Dalat : un revendeur de billets à l'entrée du stade
- Pierre Duncan : un agent de police
- Roland Malet : un agent de police
- Raymond Pierson : un agent de police
- Marc Arian : le patron du bistrot
- Laure Paillette : la dame pipi
- Jean-François Maurin : le jeune garçon
- Irène Tunc : une jeune femme sur le bateau
- Marcel Cuminatto : un homme au casino
- Toni Morena : un spectateur au stade
- Emile Riandreys : un passant
- Géo Beuf

## Réception
Quatrième collaboration entre Jean Gabin et le réalisateur Jean-Paul Le Chanois, après Le Cas du docteur Laurent, Les Misérables et Monsieur, Le Jardinier d'Argenteuil rencontra, à sa sortie, un véritable échec commercial, totalisant seulement 195 556 entrées dans les salles parisiennes, en huit semaines à l'affiche. Le film ne fait guère mieux en province, bien que totalisant plus de 673 000 entrées, soit un total de 868 897 entrées. L'insuccès du film marque la fin de la carrière cinématographique de Le Chanois, qui finira sa carrière à la télévision. Quant à Gabin, qui avait connu un score similaire avec Pour l'amour du ciel, seize ans auparavant, il attendra l'année suivante, avec Le Soleil des voyous, pour retrouver le succès.